# Jardín de Floridablanca
El Jardín de Floridablanca es un jardín público de la ciudad de Murcia (Región de Murcia, España), creado a mediados del siglo XIX, siendo de esta forma el más antiguo de la ciudad. Se encuentra en el castizo barrio del Carmen, en la margen derecha del río Segura. Está dedicado al ilustre murciano Don José Moñino y Redondo, Conde de Floridablanca, ministro de Carlos III y Carlos IV y presidente de la Junta Suprema de Murcia y poco antes de su muerte, de la Junta Central Suprema.

## Historia

### Los antecedentes: Las alamedas

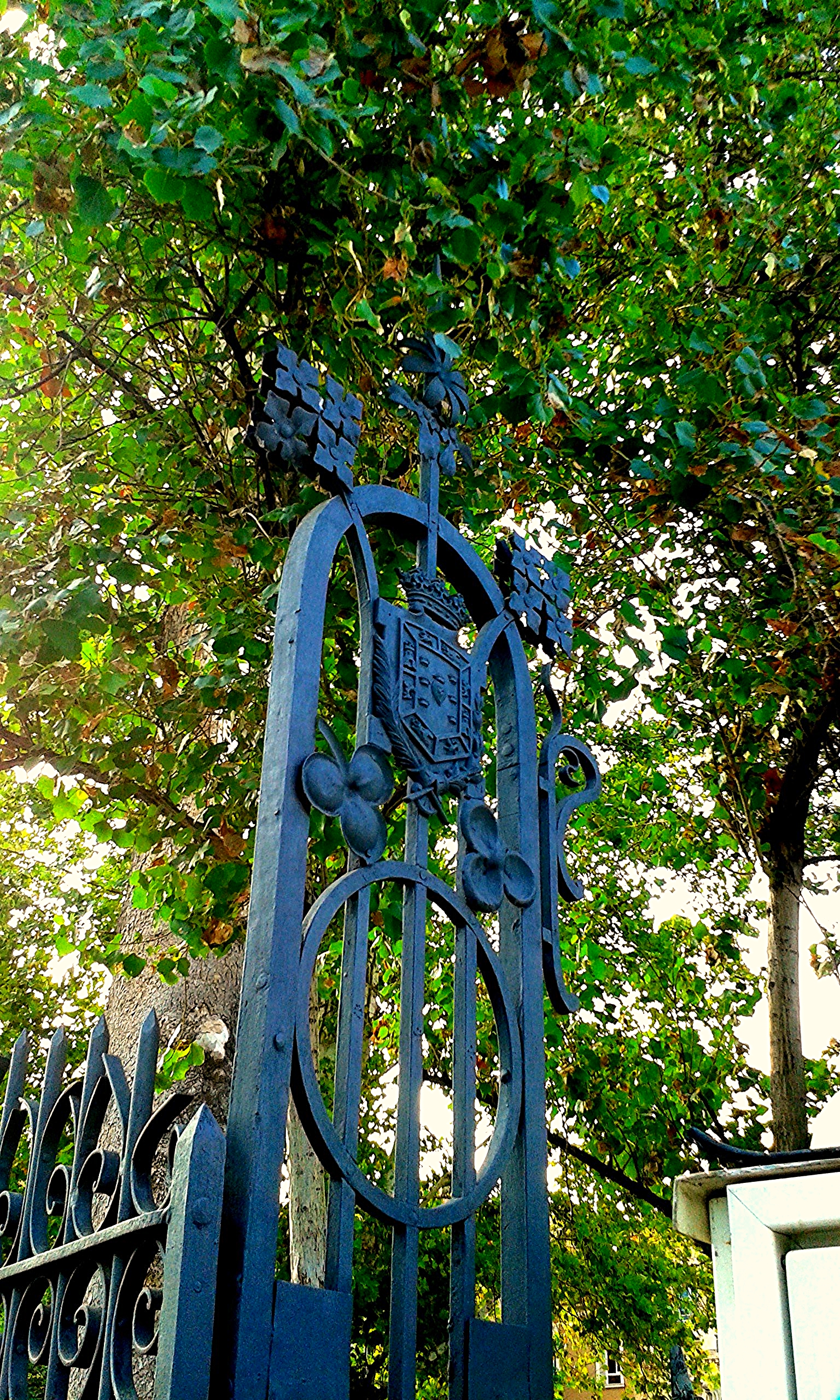
Detalle del escudo de Murcia en una de las entradas al Jardín de Floridablanca.

El jardín tuvo su origen en una antigua alameda situada en lo que entonces era el partido de San Benito, una zona de huertas en la margen derecha del río Segura pero muy próxima al casco urbano de Murcia (sito en la margen izquierda), con la presencia así mismo de algunos conventos (de Carmelitas y Capuchinos), por donde discurría el camino real de Cartagena. Espacio que con el auge que vivió la ciudad en pleno siglo XVIII comenzó a ser poblado, dando lugar al barrio del Carmen. 
La zona fue objeto de importantes intervenciones urbanas en aquel tiempo, como la construcción de un nuevo puente sobre el Segura (el puente de los Peligros), la creación de una plaza con función de acoger festividades taurinas (la plaza de Camachos) y las obras del nuevo camino real de Cartagena (la actual calle Floridablanca y la carretera de El Palmar).
En ese contexto, una nueva alameda más ambiciosa que la anterior fue creada en 1786, fecha en la que el corregidor Juan Pablo de Salvador plantó nuevos árboles para ampliar la ya existente. De este modo extendió la alameda hasta la orilla de la carretera de Cartagena, formando una línea en ángulo con la iglesia del Convento del Carmen. 
Pocos años después, llegaron de Madrid las nuevas tendencias en paisajes y jardines e influido por este nuevo espíritu, Vicente Cano Altares mandó construir un largo emparrado, un cerramiento y además unos bellos macizos de flores, encargando la dirección de las nuevas reformas al arquitecto Juan Bautista Lacorte.

### La creación del Jardín de Floridablanca
Con la llegada, a mediados del siglo XIX, de Marín Baldo a la alcaldía murciana, éste realizó una inversión de 26.084 reales de vellón en la renovación de la alameda. Fue entonces cuando se transformó en el Jardín de Floridablanca que hoy conocemos. Estas últimas reformas se realizaron en 1849, introduciéndose variedades vegetales que hacían las delicias de los paseantes y causaban gran admiración en los viajeros que visitaban la ciudad, según se deja constancia en los escritos de Federico Atieza y Palacios. 
El monumento al Conde de Floridablanca fue otra de las novedades que se instalaron durante la remodelación de 1849. La escultura fue realizada por Santiago Baglietto (1781-1853) enfrente de la portada de la Iglesia del Carmen, lugar que sigue ocupando hoy día. El pedestal del mismo es anterior, obra de Francisco Bolarín el Viejo (1768-1836), sobre el que iba a ir una estatua del monarca absolutista Fernando VII encargada en 1828, pero la posterior reacción en su contra impidió que se realizara, usándose para el homenaje a Floridablanca.

### El desarrollo histórico
La Guía de Murcia de Belando Martínez describía en 1899 el jardín del siguiente modo: 

Rodeado de verjas de hierro con pilares de cantería: se encuentra muy bien cuidado, tiene numerosos asientos de madera unos, de granito otros, distribuidos en todo su ámbito y en el centro de una elipse que tiene su extremo de medio día existe un bonito pedestal con la estatua del ilustre murciano, Conde de Floridablanca. Es un magnífico paseo

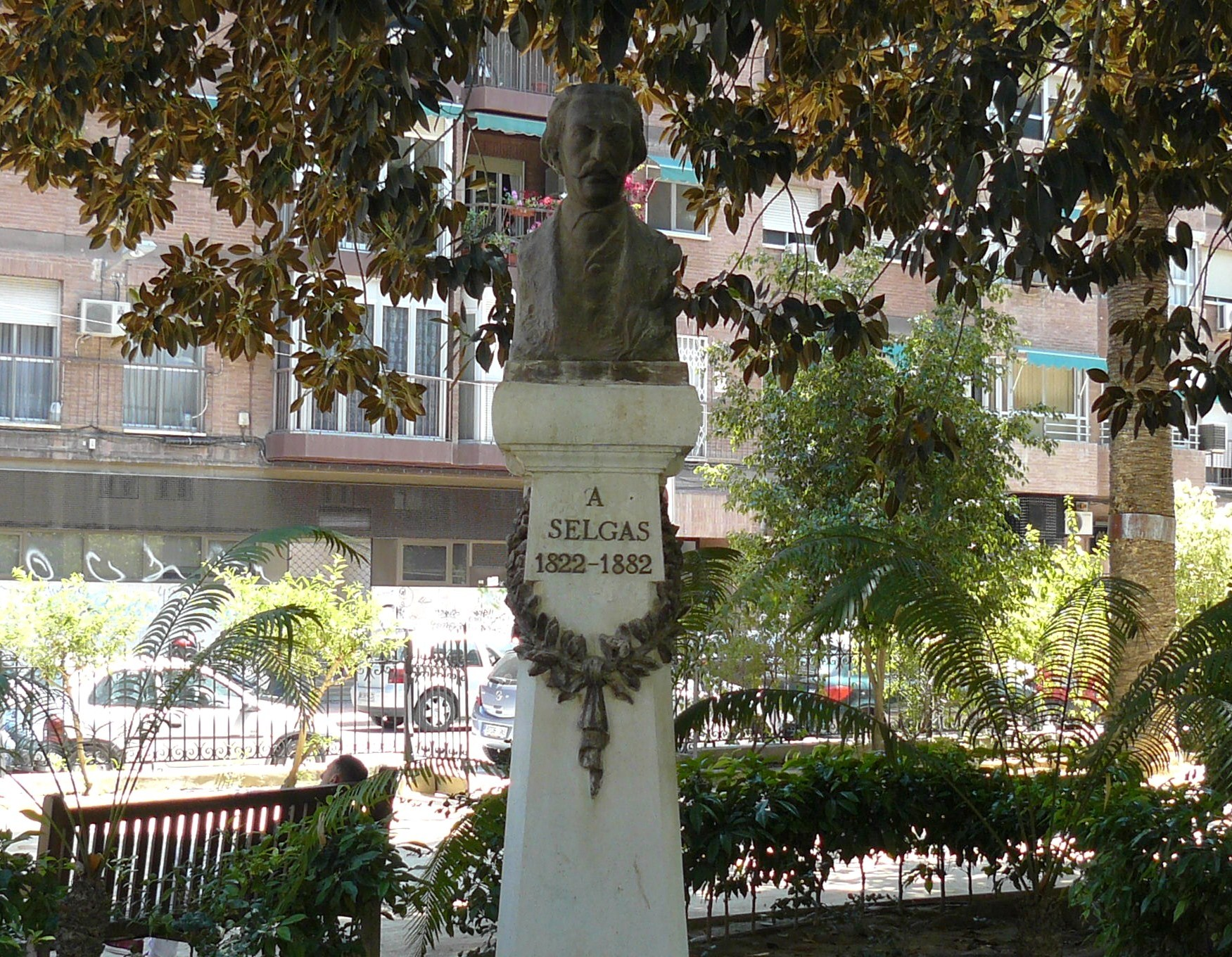
Monumento a José Selgas (1922) en el jardín.

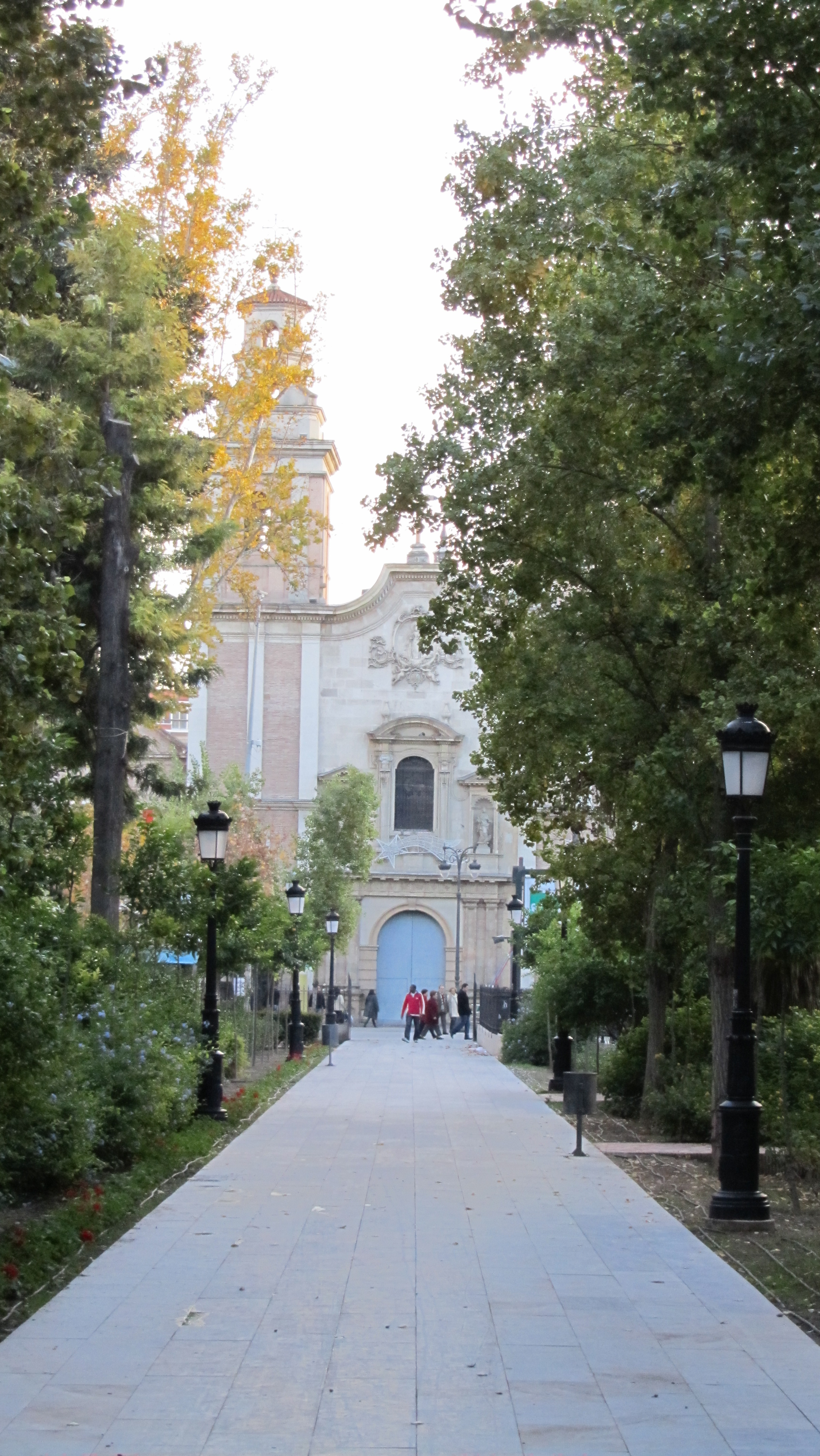
Alameda del jardín con la iglesia del Carmen al fondo.

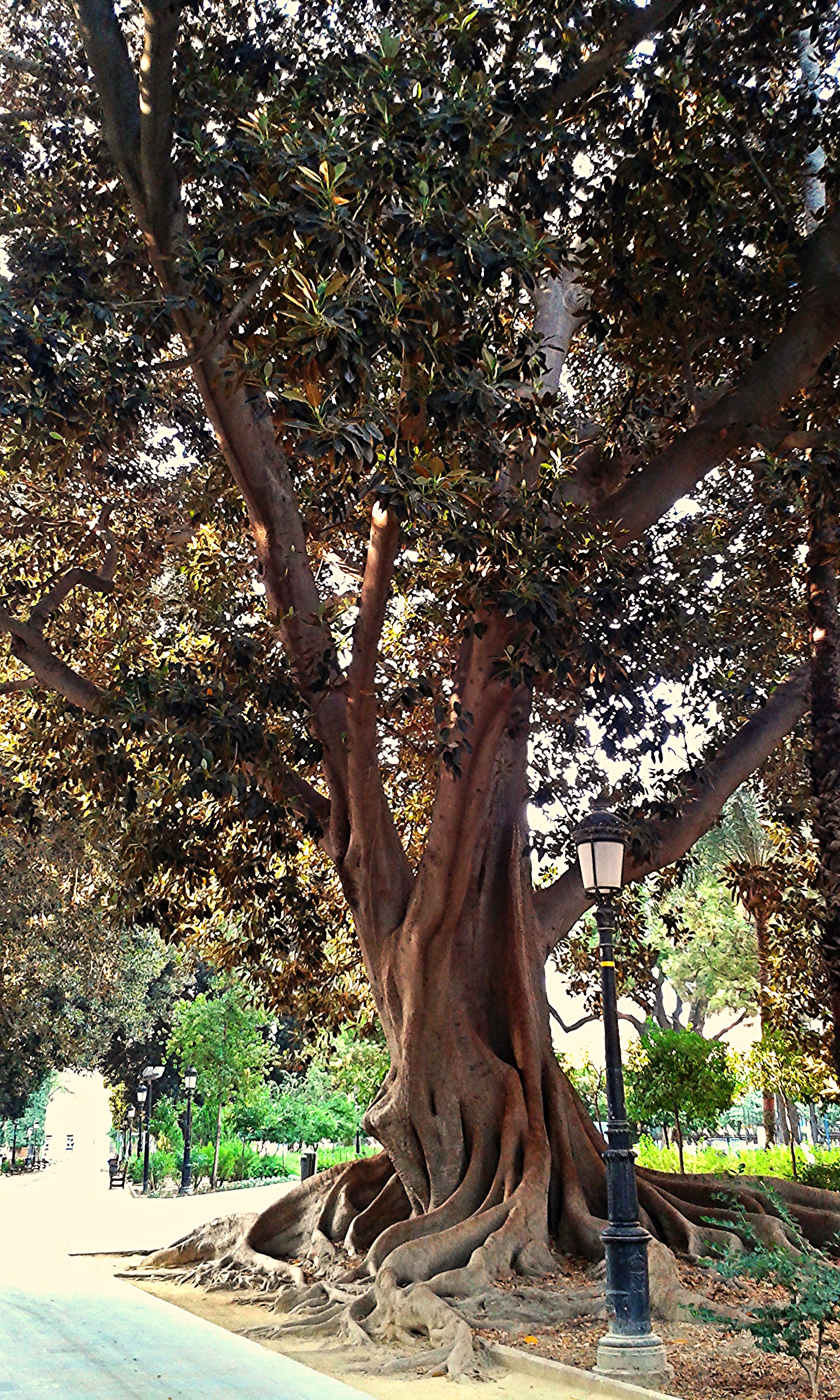
Uno de los antiguos ficus del jardín con su característica maraña de raíces.

Con el auge de las exposiciones universales en las ciudades más importantes, Murcia preparó su propia exposición siguiendo el modelo barcelonés. Así es como se realizó en el jardín y sus inmediaciones la Exposición Agrícola, Industrial y Minera en abril de 1900. Para ello fue necesario desmontar las verjas, dejando solo en la fachada de la Alameda de Colón la portada principal de la exposición. Luego se volvieron a instalar las pilastras de zingueria del vallado perimetral para instalar una verja metálica en sustitución de la empalizada de madera del siglo XIX. Las pilastras se mantuvieron hasta la instalación de la valla metálica actual, hacia 1918.
Tras la exposición, el auge de este tipo de acontecimientos terminó y el jardín quedó ligeramente abandonado lo cual dio lugar a la creación en 1914 de la Sociedad de amigos del árbol de Murcia, con la pretensión de proteger y embellecer los jardines de Floridablanca y otros parques murcianos. Se estima que fue entonces cuando se introdujeron los enormes ficus actuales que complementan la alineación de magnolios centrales.
Las descripciones de 1930 hablan del jardín "cuidadosamente atendido en estos últimos años, con rosaledas, macizos de claveles y paseos centrales de magnolias".
En 1998 fue objeto de una remodelación que buscaba recuperar su aspecto romántico y la recreación de las antiguas alamedas.

## Monumentos
Aparte del mencionado monumento al conde de Floridablanca; que dio y da nombre al histórico jardín, posteriormente se erigieron otros en honor a diversos prohombres murcianos, como los poetas José Selgas (obra de José Planes, de 1922) y Pedro Jara Carrillo (obra también de Planes, de 1933) o el busto dedicado al escultor Antonio Garrigós. 
También se erigió en la posguerra franquista un monumento en honor de la IV Brigada Navarra que entró en Murcia a finales de marzo de 1939 dando fin a la Guerra Civil. Monumento que hoy día se ha modificado transformándolo en uno por la paz. 
El portal de piedra que se instaló en el lateral del jardín que da a la calle Hernández del Águila no fue realizado originalmente para el mismo, sino que estaba emplazado en la calle Matadero y perteneció a la fachada del antiguo Matadero municipal del siglo XVIII; siendo trasladado al parque tras su demolición, constituyendo hoy una de sus puertas de entrada.
El último monumento instalado en el parque fue el dedicado al nazareno colorao, obra en bronce de Manuel Nicolás Almansa, situada frente la puerta de la Iglesia del Carmen al ser la sede de la histórica y tradicional cofradía de "Los Coloraos".